# Aethopyga primigenia
Aethopyga primigenia е вид птица от семейство Nectariniidae. Видът е почти застрашен от изчезване.

## Разпространение
Разпространен е във Филипините.